# 蘇夏尼 (奧列夫斯克區)
51°17′56″N 27°45′1″E / 51.29889°N 27.75028°E
蘇夏尼（烏克蘭語：Сущани），是烏克蘭北部的村莊，隸屬日托米爾州的科羅斯滕區。該村始建於1445年，面積1.82平方公里，海拔高度175米，2001年人口1,054，人口密度每平方公里579.12人。